# Familjeannons
En familjeannons är en typ av tidningsannons som tillkännager födsel, dop, födelsedag, förlovning, lysning, bröllop, dödsfall eller årsdag av bröllop eller begravning.